# Avery Johnson
Avery DeWitt Johnson (New Orleans, 25 marzo 1965) è un ex cestista e allenatore di pallacanestro statunitense, professionista nella NBA.

## Statistiche

### College
| Anno      | Squadra          | PG | PT | MP   | TC%  | 3P%  | TL%  | RP  | AP   | PRP | SP  | PP   |
| --------- | ---------------- | -- | -- | ---- | ---- | ---- | ---- | --- | ---- | --- | --- | ---- |
| 1986-1987 | Southern Jaguars | 31 | 31 | 35,8 | 43,9 | 29,2 | 61,5 | 2,4 | 10,7 | 2,6 | 0,2 | 7,1  |
| 1987-1988 | Southern Jaguars | 30 | 29 | 38,2 | 53,7 | 46,8 | 68,8 | 2,8 | 13,3 | 3,5 | 0,0 | 11,4 |
| Carriera  | Carriera         | 61 | 60 | 37,0 | 49,4 | 40,8 | 65,1 | 2,6 | 12,0 | 3,1 | 0,1 | 9,2  |

### NBA

#### Regular Season
| Anno       | Squadra           | PG    | PT  | MP   | TC%  | 3P%  | TL%  | RP  | AP  | PRP | SP  | PP   |
| ---------- | ----------------- | ----- | --- | ---- | ---- | ---- | ---- | --- | --- | --- | --- | ---- |
| 1988-1989  | Seattle S.Sonics  | 43    | 0   | 6,8  | 34,9 | 11,1 | 56,3 | 0,6 | 1,7 | 0,5 | 0,1 | 1,6  |
| 1989-1990  | Seattle S.Sonics  | 53    | 10  | 10,8 | 38,7 | 25,0 | 72,5 | 0,8 | 3,1 | 0,5 | 0,0 | 2,6  |
| 1990-1991  | Denver Nuggets    | 21    | 4   | 10,3 | 42,6 | 0,0  | 65,6 | 1,0 | 3,7 | 0,7 | 0,1 | 3,8  |
| 1990-1991  | San Antonio Spurs | 47    | 10  | 15,8 | 48,3 | 20,0 | 69,1 | 1,2 | 3,3 | 0,7 | 0,0 | 5,1  |
| 1991-1992  | San Antonio Spurs | 20    | 14  | 23,2 | 50,9 | 20,0 | 75,0 | 1,8 | 5,0 | 1,1 | 0,2 | 6,8  |
| 1991-1992  | Houston Rockets   | 49    | 1   | 15,8 | 46,4 | 30,0 | 60,9 | 0,9 | 3,4 | 0,8 | 0,1 | 5,1  |
| 1992-1993  | San Antonio Spurs | 75    | 49  | 27,1 | 50,2 | 0,0  | 79,1 | 1,9 | 7,5 | 1,1 | 0,2 | 8,7  |
| 1993-1994  | G.S. Warriors     | 82    | 70  | 28,4 | 49,2 | 0,0  | 70,4 | 2,1 | 5,3 | 1,4 | 0,1 | 10,9 |
| 1994-1995  | San Antonio Spurs | 82    | 82  | 36,7 | 51,9 | 13,6 | 68,5 | 2,5 | 8,2 | 1,4 | 0,2 | 13,4 |
| 1995-1996  | San Antonio Spurs | 82    | 82  | 37,6 | 49,4 | 19,4 | 72,1 | 2,5 | 9,6 | 1,5 | 0,3 | 13,1 |
| 1996-1997  | San Antonio Spurs | 76    | 76  | 32,5 | 47,7 | 23,1 | 69,0 | 1,9 | 6,8 | 1,3 | 0,2 | 10,5 |
| 1997-1998  | San Antonio Spurs | 75    | 73  | 35,7 | 47,8 | 15,4 | 72,6 | 2,0 | 7,9 | 1,1 | 0,2 | 10,2 |
| 1998-1999† | San Antonio Spurs | 50    | 50  | 33,4 | 47,3 | 8,3  | 56,8 | 2,4 | 7,4 | 1,0 | 0,2 | 9,7  |
| 1999-2000  | San Antonio Spurs | 82    | 82  | 31,4 | 47,3 | 11,1 | 73,5 | 1,9 | 6,0 | 0,9 | 0,2 | 11,2 |
| 2000-2001  | San Antonio Spurs | 55    | 20  | 23,5 | 44,7 | 16,7 | 68,3 | 1,5 | 4,3 | 0,6 | 0,1 | 5,6  |
| 2001-2002  | Denver Nuggets    | 51    | 13  | 23,5 | 48,6 | 0,0  | 74,7 | 1,3 | 5,1 | 0,7 | 0,2 | 9,4  |
| 2001-2002  | Dallas Mavericks  | 17    | 0   | 8,9  | 42,9 | -    | 70,6 | 0,3 | 1,6 | 0,3 | 0,1 | 3,2  |
| 2002-2003  | Dallas Mavericks  | 48    | 0   | 9,0  | 42,0 | 0,0  | 76,9 | 0,6 | 1,3 | 0,3 | 0,0 | 3,3  |
| 2003-2004  | G.S. Warriors     | 46    | 1   | 13,8 | 40,2 | 0,0  | 66,7 | 0,7 | 2,4 | 0,6 | 0,1 | 4,6  |
| Carriera   | Carriera          | 1.054 | 637 | 25,3 | 47,9 | 14,5 | 70,6 | 1,7 | 5,5 | 1,0 | 0,1 | 8,4  |

#### Playoffs
| Anno     | Squadra           | PG | PT | MP   | TC%  | 3P%  | TL%  | RP  | AP  | PRP | SP  | PP   |
| -------- | ----------------- | -- | -- | ---- | ---- | ---- | ---- | --- | --- | --- | --- | ---- |
| 1989     | Seattle S.Sonics  | 6  | 0  | 5,2  | 41,7 | 0,0  | 50,0 | 0,7 | 0,8 | 0,7 | 0,0 | 1,8  |
| 1991     | San Antonio Spurs | 3  | 0  | 6,3  | 0,0  | 0,0  | 100  | 0,0 | 1,3 | 0,3 | 0,0 | 0,7  |
| 1993     | San Antonio Spurs | 10 | 10 | 31,4 | 51,4 | 0,0  | 71,4 | 3,1 | 8,1 | 1,0 | 0,1 | 8,2  |
| 1994     | G.S. Warriors     | 3  | 0  | 13,7 | 52,9 | 0,0  | -    | 1,0 | 3,3 | 1,3 | 0,3 | 6,0  |
| 1995     | San Antonio Spurs | 15 | 15 | 38,3 | 51,7 | 0,0  | 62,1 | 2,1 | 8,3 | 1,3 | 0,4 | 14,5 |
| 1996     | San Antonio Spurs | 10 | 10 | 40,7 | 43,0 | 0,0  | 70,4 | 3,6 | 9,4 | 2,0 | 0,1 | 12,3 |
| 1998     | San Antonio Spurs | 9  | 9  | 38,0 | 60,4 | 0,0  | 66,7 | 1,4 | 6,1 | 1,0 | 0,0 | 17,3 |
| 1999†    | San Antonio Spurs | 17 | 17 | 38,4 | 48,7 | 33,3 | 68,1 | 2,5 | 7,4 | 1,2 | 0,1 | 12,6 |
| 2000     | San Antonio Spurs | 4  | 4  | 36,0 | 45,2 | -    | 71,4 | 2,3 | 5,3 | 1,0 | 0,0 | 12,0 |
| 2001     | San Antonio Spurs | 13 | 0  | 21,6 | 38,6 | 0,0  | 53,3 | 1,2 | 3,2 | 0,8 | 0,1 | 5,8  |
| Carriera | Carriera          | 90 | 65 | 31,2 | 48,6 | 6,3  | 66,1 | 2,1 | 6,2 | 1,1 | 0,1 | 10,5 |

### Allenatore
| Stagione | Squadra          | Regular Season | Regular Season | Regular Season | Regular Season | Regular Season           | Post Season                                              |
| Stagione | Squadra          | V              | P              | % V            | G              | Posizione finale         | Post Season                                              |
| -------- | ---------------- | -------------- | -------------- | -------------- | -------------- | ------------------------ | -------------------------------------------------------- |
| 2004-05  | Dallas Mavericks | 16             | 2              | 88,9           | 18             | 2º in Southwest Division | Sconfitto alle Semifinali di Conference dagli Suns (2-4) |
| 2005-06  | Dallas Mavericks | 60             | 22             | 73,2           | 82             | 2º in Southwest Division | Sconfitto alle NBA finals dagli Heat (2-4)               |
| 2006-07  | Dallas Mavericks | 67             | 15             | 81,7           | 82             | 1º in Southwest Division | Sconfitto al primo round dai Warriors (2-4)              |
| 2007-08  | Dallas Mavericks | 51             | 31             | 62,2           | 82             | 4º in Southwest Division | Sconfitto al primo round dai Hornets (1-4)               |
| 2010-11  | N.J. Nets        | 24             | 58             | 29,3           | 82             | 4º in Atlantic Division  | Manca i play-off                                         |
| 2011-12  | N.J. Nets        | 22             | 44             | 33,3           | 66             | 5º in Atlantic Division  | Manca i play-off                                         |
| 2012-13  | Brooklyn Nets    | 14             | 14             | 50,0           | 28             | -                        | -                                                        |
|          | Carriera         | 254            | 186            | 57,7           | 440            |                          |                                                          |

## Palmarès

### Giocatore
- USBL All-Defensive Team (1988)
- USBL All-Rookie Team (1988)
- Campionato NBA: 1

San Antonio: 1999
- Quarantacinquesimo per numero di assist di sempre NBA
- La sua maglia numero 6 è stata ritirata dai San Antonio Spurs

### Allenatore
- NBA Coach of the Year (2006)
- Allenatore all'NBA All-Star Game (2006)